# Vlaams paard
Het Vlaams paard is een ras van koudbloedpaarden, van oorsprong afkomstig uit Vlaanderen.

## Geschiedenis
Het Vlaams paard was in de Zuidelijke Nederlanden een erkend type trekpaard naast het Belgisch trekpaard en de Ardenner.
Vanaf 1886 werd het regionale ras in België grotendeels verdrongen door het Brabants paard en de Ardenner doordat men in België een eigen nationaal ras wilde creëren. Dit werd het Belgisch trekpaard.
In de negentiende eeuw werd het Vlaams Paard massaal geëxporteerd naar de Verenigde Staten, waar het onder de naam Belgian Horse als trekpaard zeer gewaardeerd werd. Vooral de behoudsgezinde Amish, een strikt conservatieve gemeenschap in de Verenigde Staten gebruikten het Vlaamse paard als landbouwdier. Zij hielden het raszuiver, waardoor vanaf 1989 het Vlaamse Paard ook in Vlaanderen weer in ere hersteld kon worden. Via uitwisselingen tussen de Belgian Horses van de Amish en de fokkers in België, het land van oorsprong, kwam men aan voldoende genetische verscheidenheid om het op een gezonde manier raszuiver te houden, in stand te houden en te verbeteren. Een intensief fokprogramma volgde en in 2005 werd het stamboek VP (Vlaams Paard) erkend door de Belgische overheid. Het Vlaams paard is nu als ras erkend door de Europese Unie.

## Kenmerken
Het Vlaams paard is herkenbaar aan zijn voskleur met lichtere manen en staart, ook bekend als zweetvos. Het zijn grote paarden, met een schofthoogte van 1,65 meter tot 1,75 meter. De iets mindere kracht, vergeleken met het Belgisch trekpaard, wordt gecompenseerd door een goede wendbaarheid en een groot uithoudingsvermogen.

## Afbeeldingen

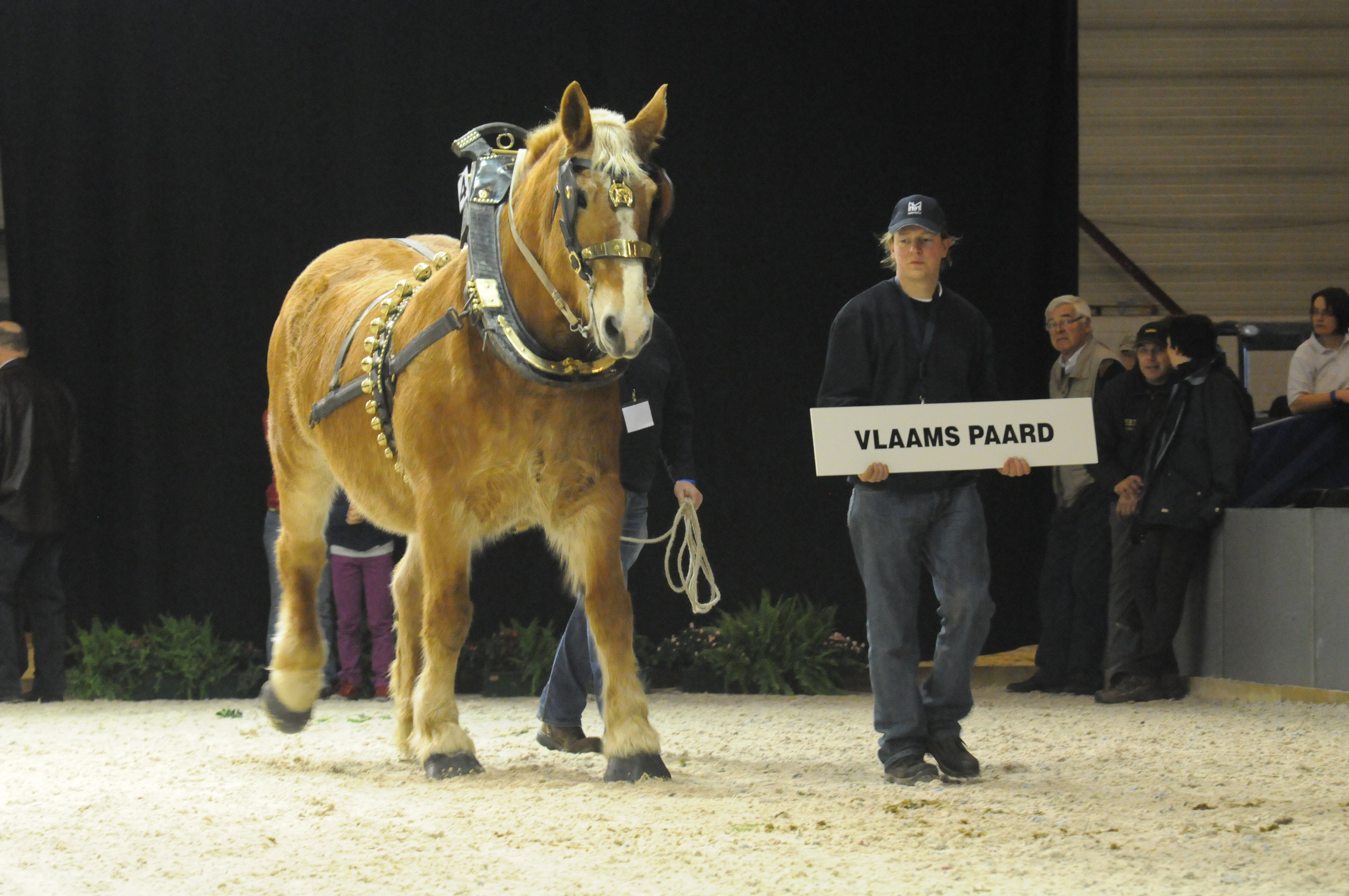
Vlaams paard tijdens land- en tuinbouwbeurs Agriflanders.
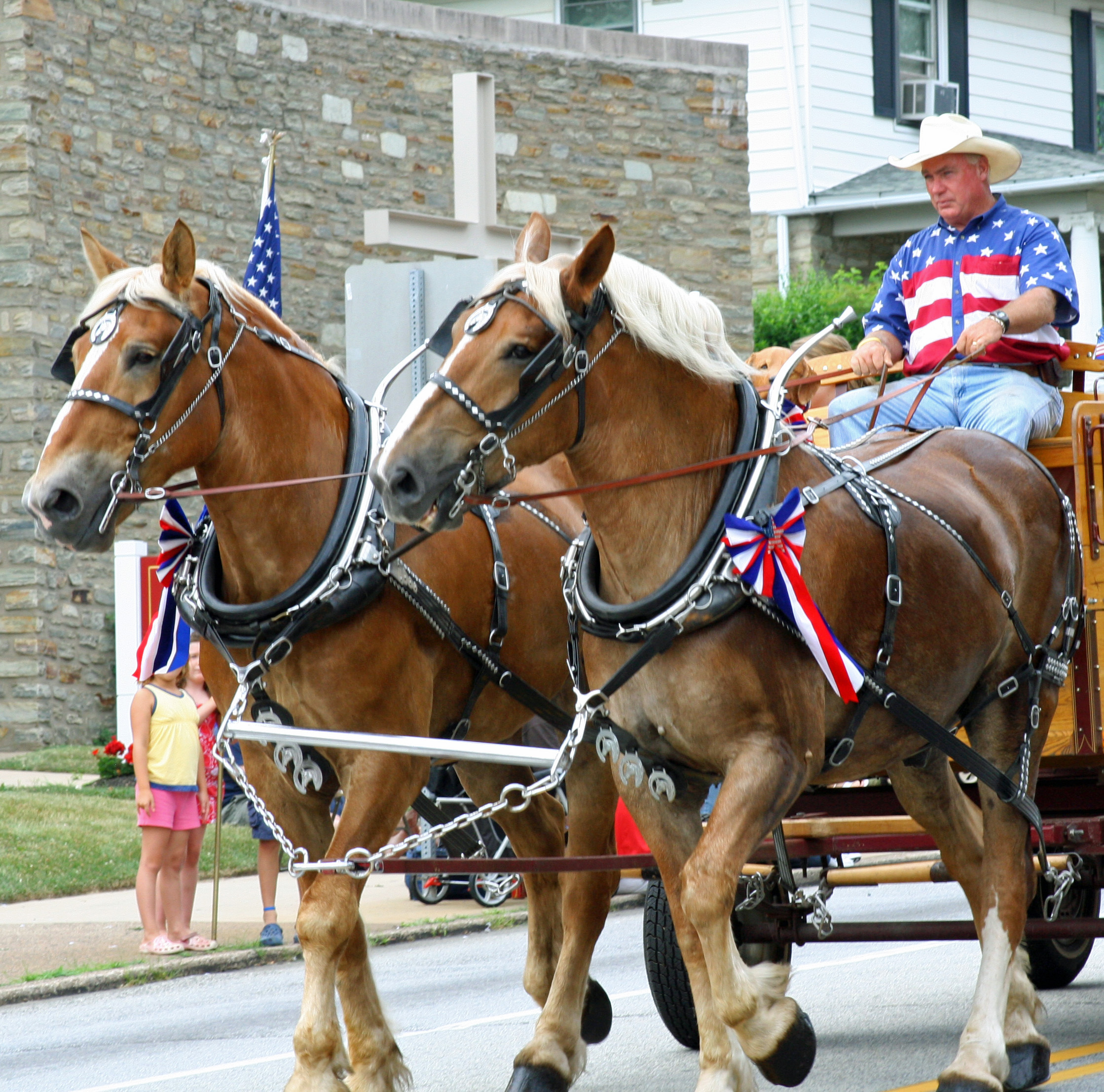
Belgian Horses in de Verenigde Staten.
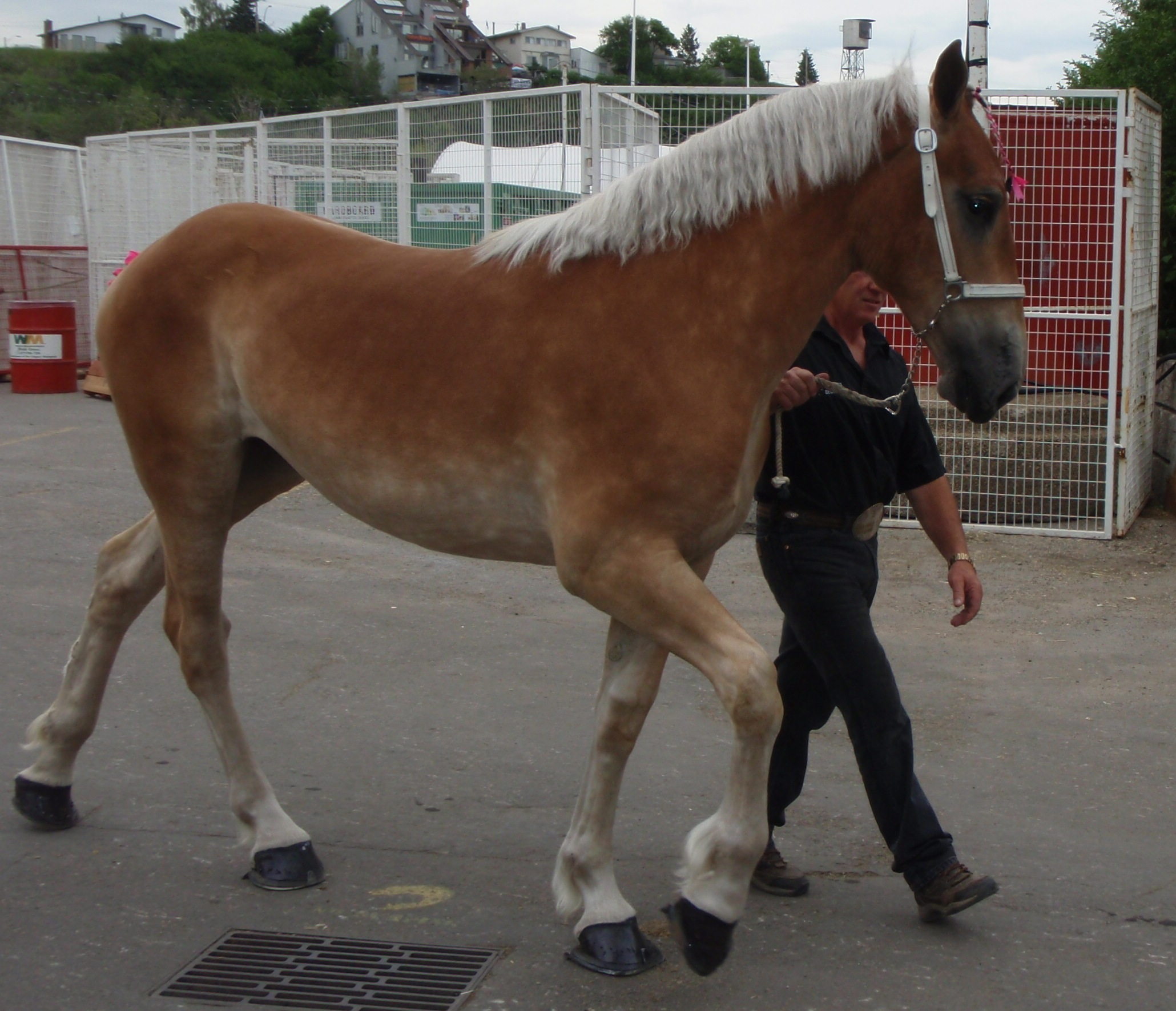
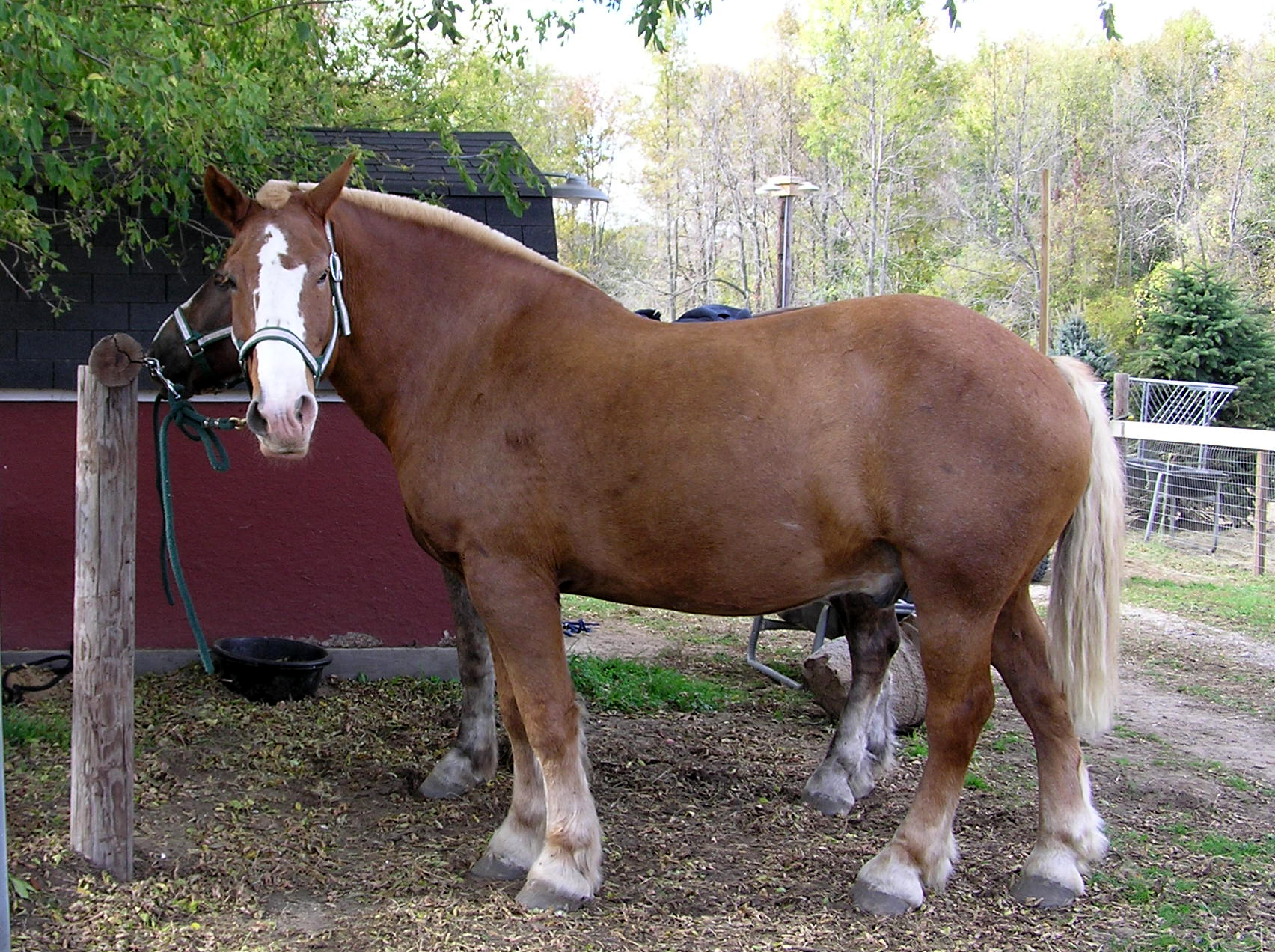
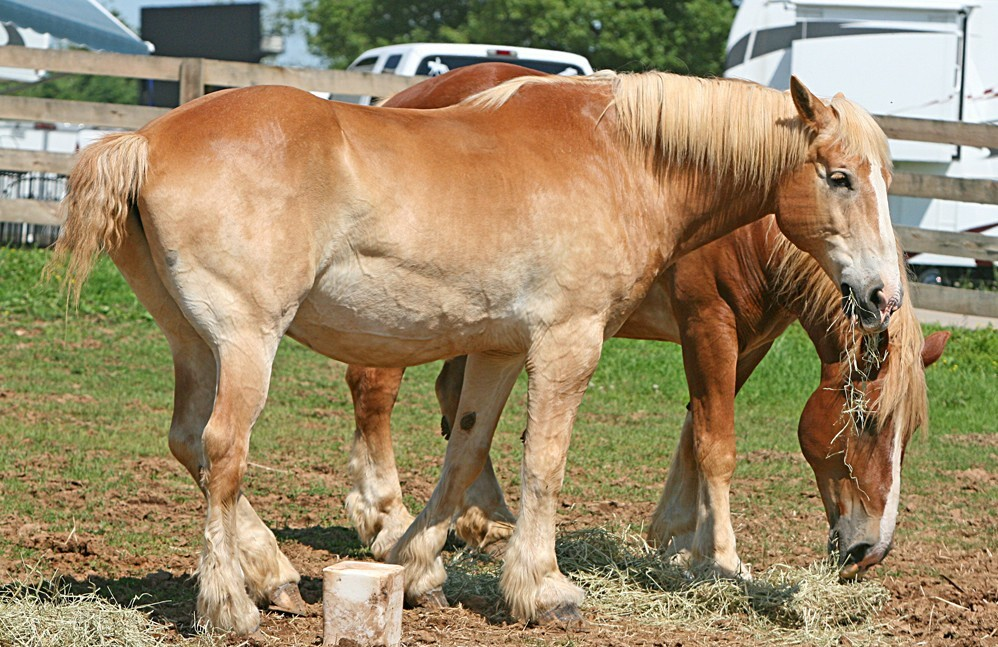
Vlaamse Paarden in het Kentucky Horse Park.
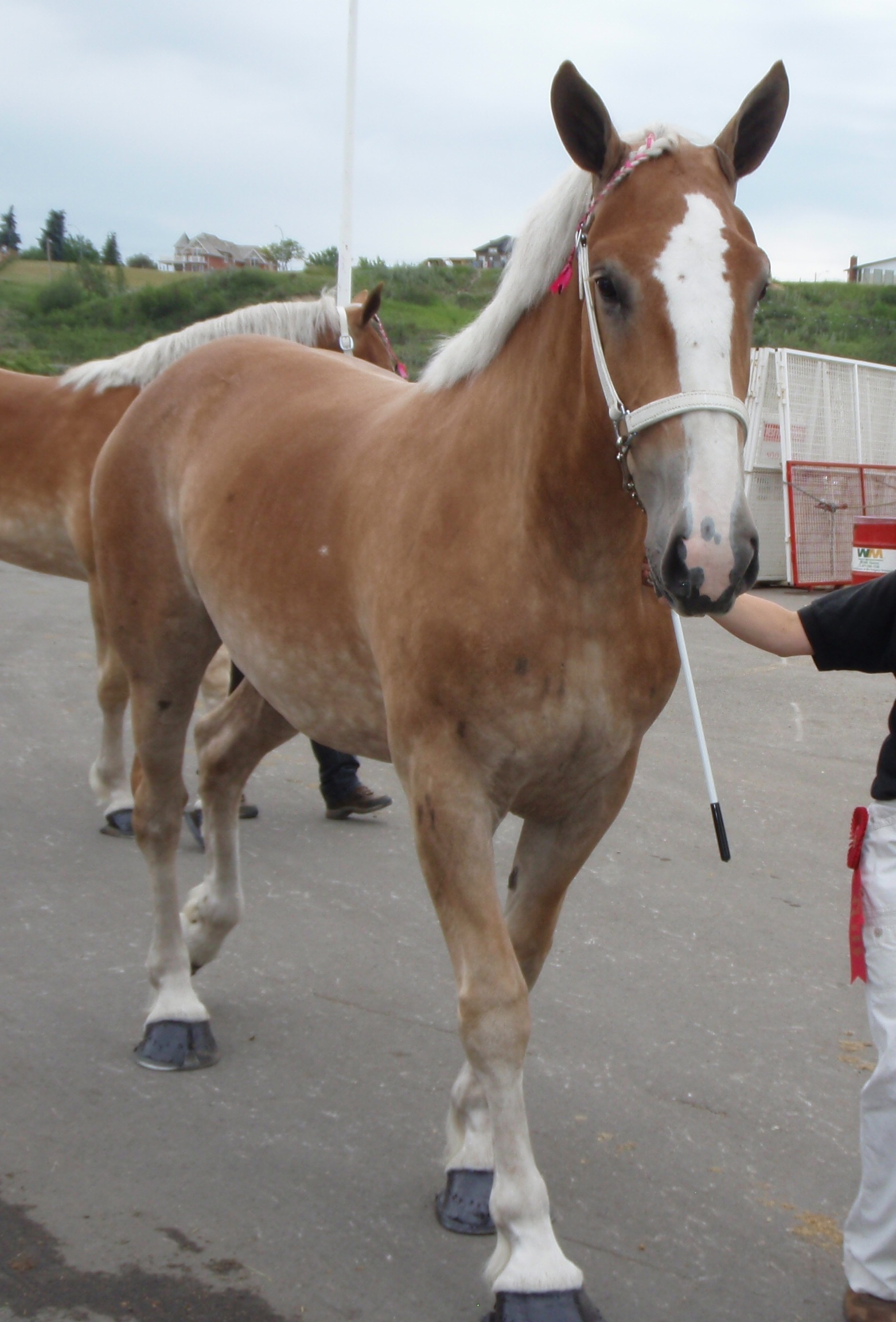
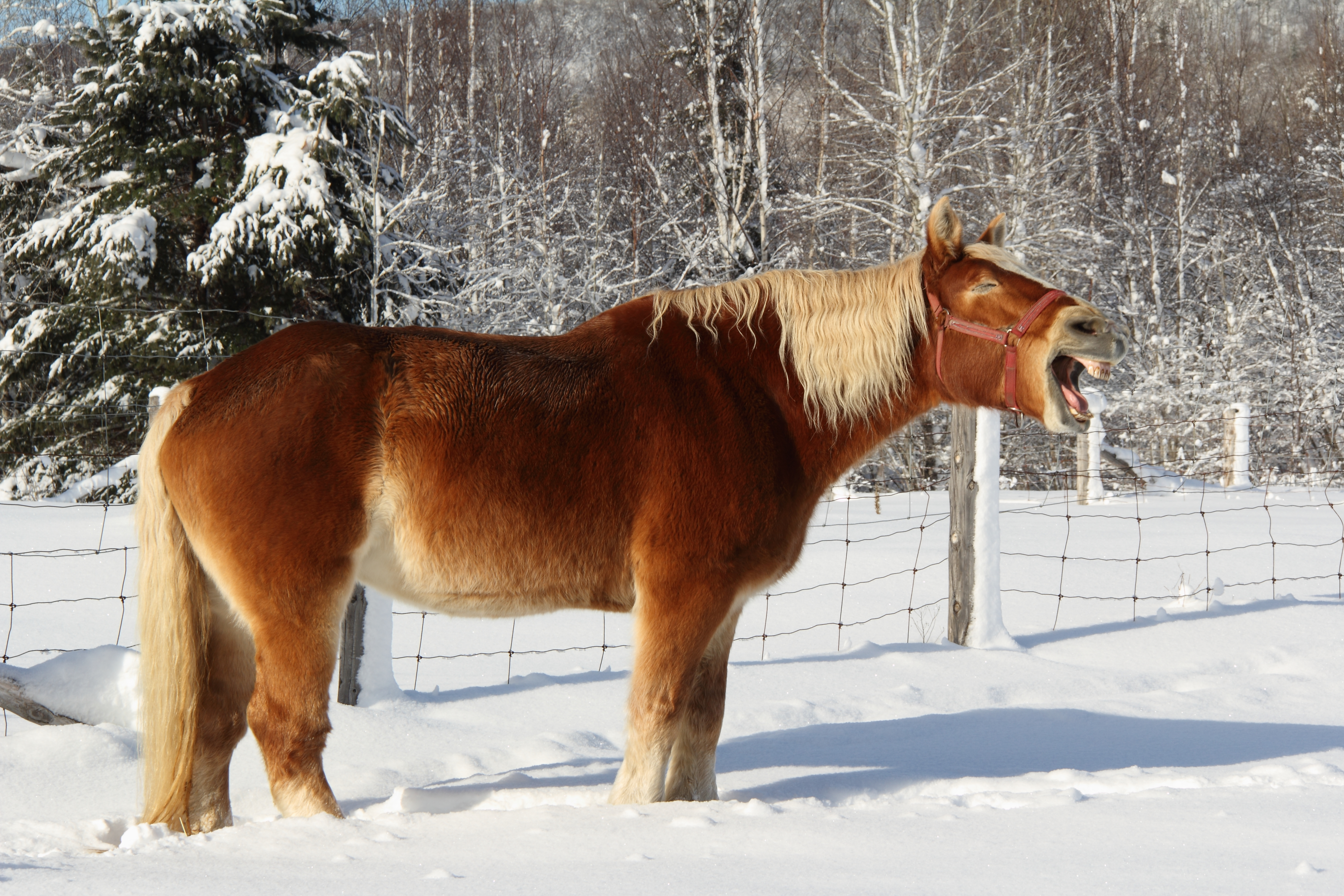
Gapend Vlaams Paard in de sneeuw.
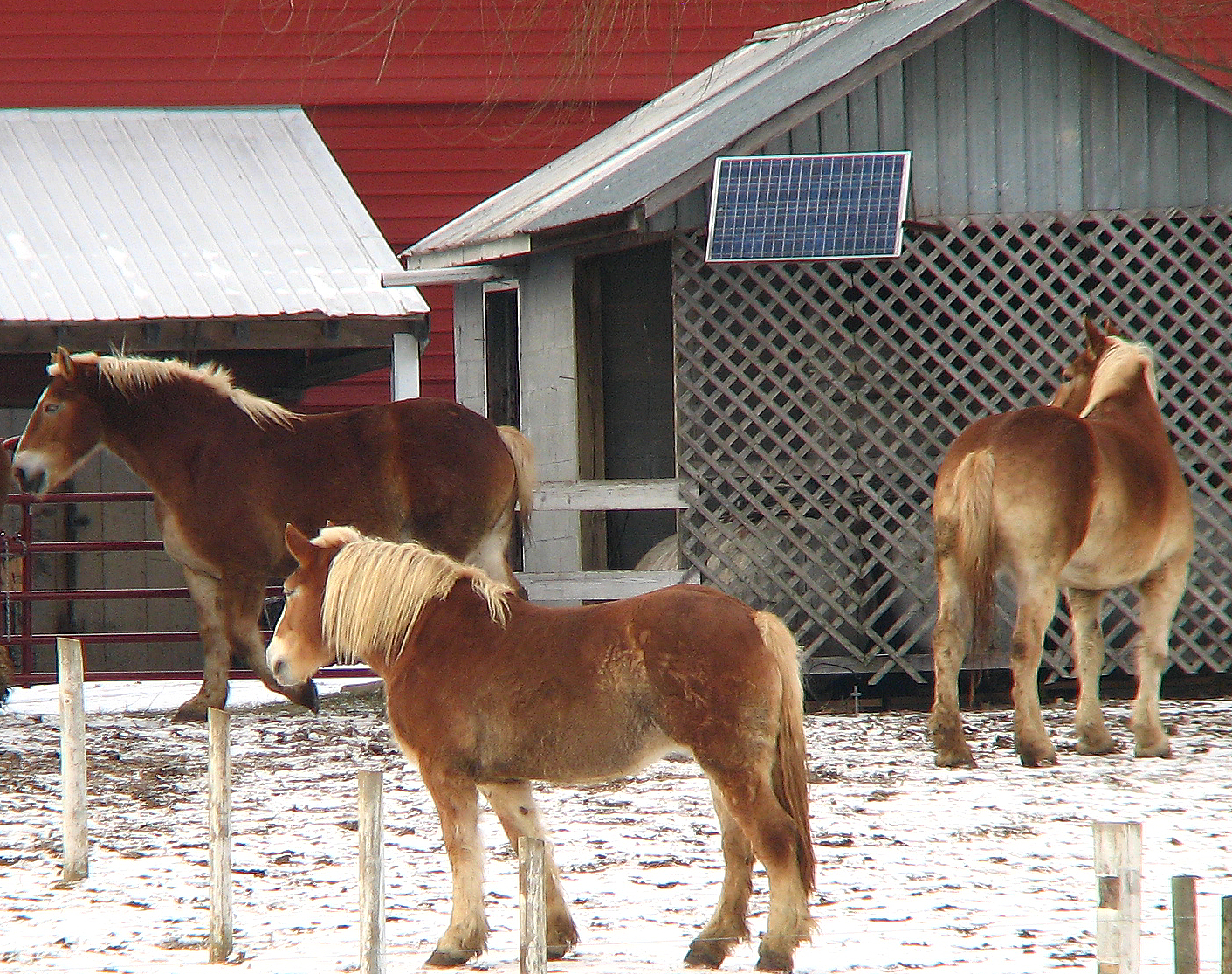
Vlaamse Paarden op een Amish-boerderij.
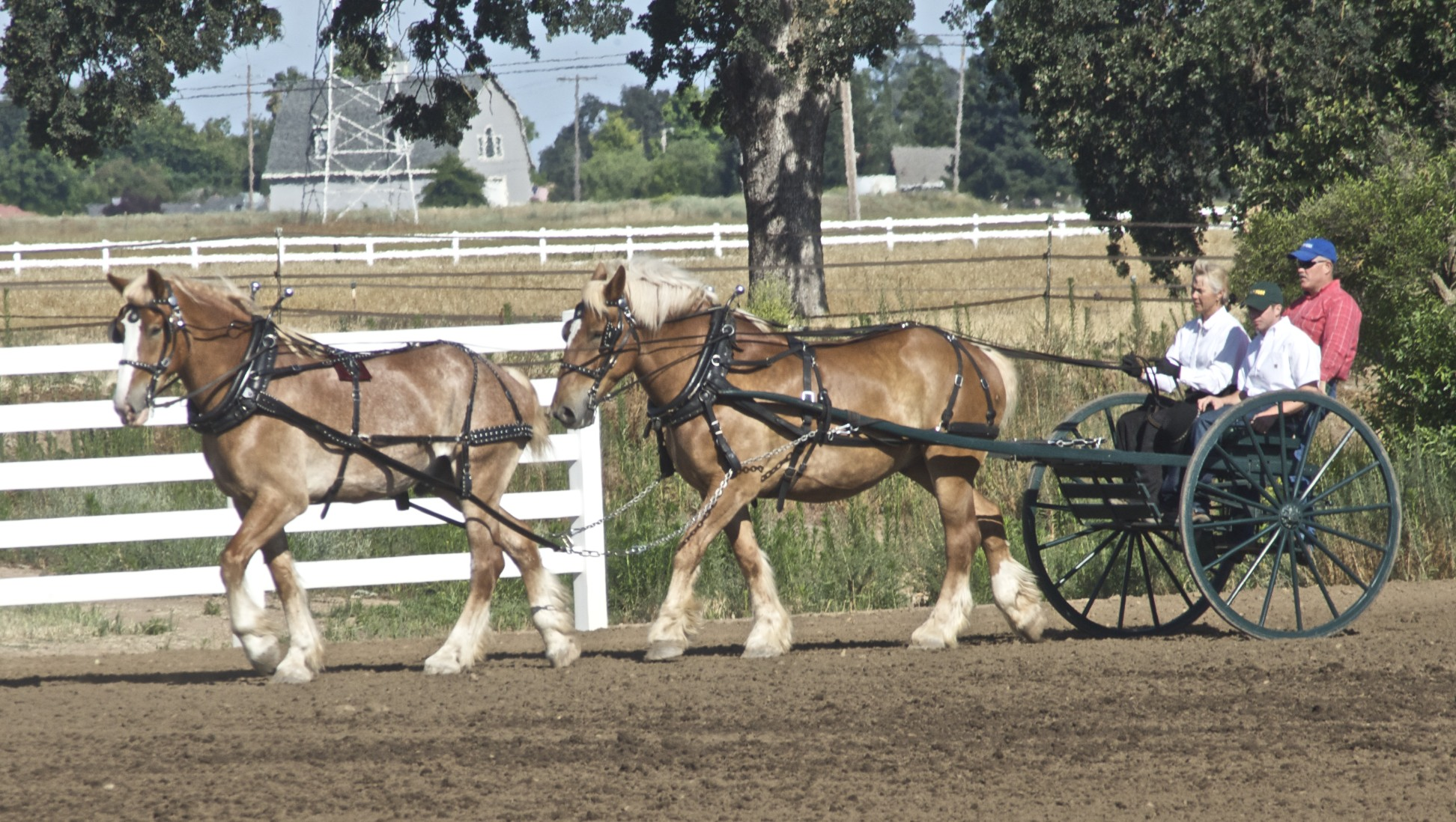
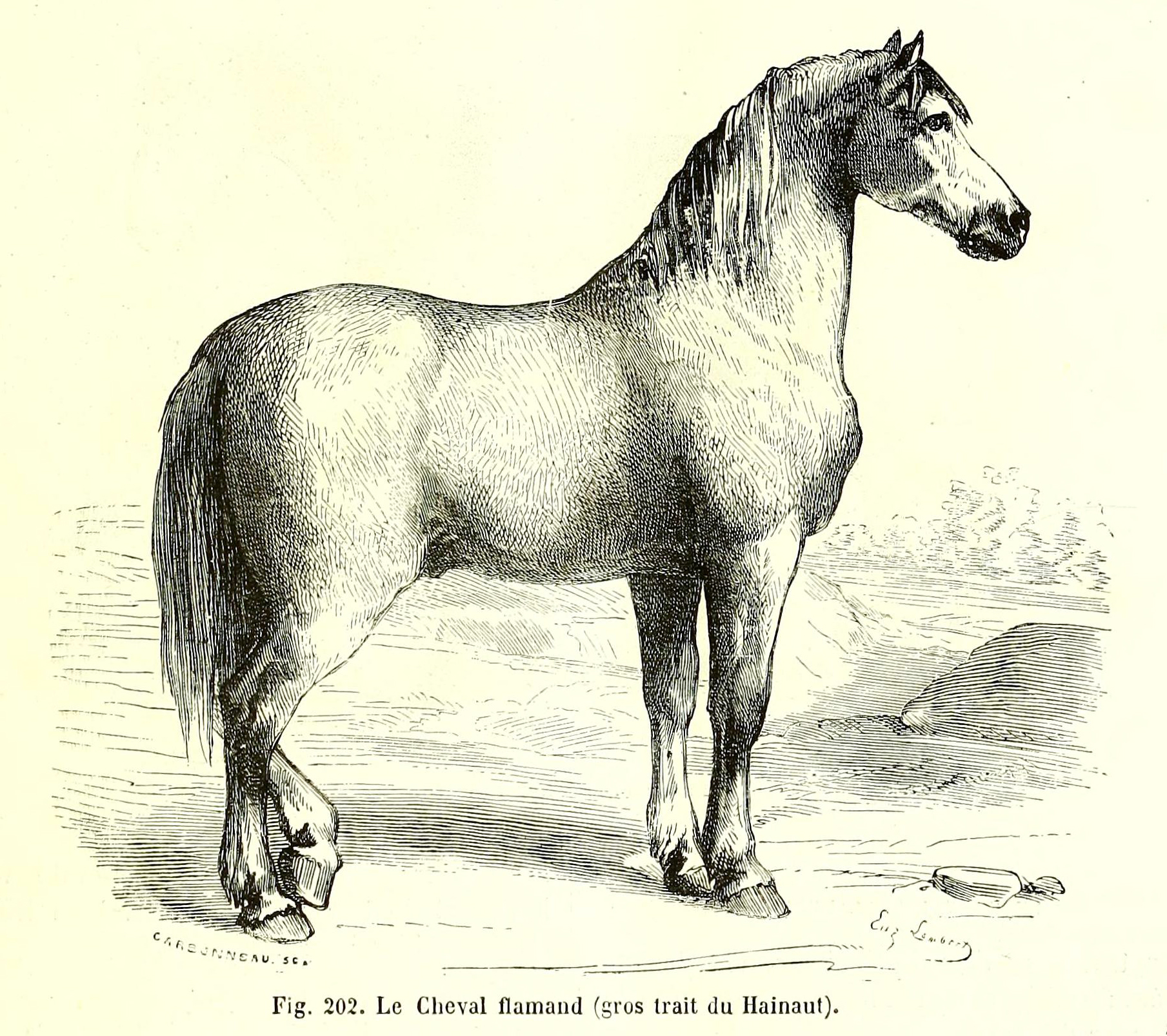
Vlaams Paard door Alfred Brehm (1869)